# Робърт Стюарт
Робърт Лий Стюарт (на английски: Robert Lee Stewart) е бригаден генерал от USArmy и астронавт на НАСА, участник в два космически полета.

## Образование
Робърт Стюарт завършва колежа Hattiesburg High School в Мисисипи през 1960 г. През 1964 г. завършва университета на южен Мисисипи с бакалавърска степен по математика. През 1972 г. получава магистърска степен по аерокосмическо инженерство от университета Арлингтън в Тексас.

## Военна кариера
Р. Стюарт постъпва на служба в USArmy – 32 регион на НОРАД, Алабама през май 1964 г. През юли 1966 г. завършва школата за армейски пилоти във Форд Рукър, Алабама и става пилот на боен хеликоптер. През 1966 и 1967 г. взема участие в бойните действия във Виетнам и регистрира 1035 полетни часа над вражеска територия. След това в продължение на половин година е командир на ескадрила. През 1969 г. е назначен за инструктор. От 1972 до 1973 г. служи в Сеул, Южна Корея, като командир на батальон. През 1974 г. завършва школа за тест пилоти на американската армия. Лети на редица бойни и експериментални машини. През 1986 г. е произведен в чин бригаден генерал и назначен за командващ офицер на базата в Хънтсвил, Алабама. От 1989 г. е директор на планирането в НОРАД, Колорадо Спрингс, Колорадо. В кариерата си има над 6000 полетни часа на 38 различни типа машини (най-вече хеликоптери, но лети и на самолети).

## Служба в НАСА
Робърт Стюарт е избран за астронавт от НАСА на 16 януари 1978 г., Астронавтска група №8. Той е взел участие в два космически полета.

### Полети
| Космически полети на Робърт Лий Стюарт                         | Космически полети на Робърт Лий Стюарт | Космически полети на Робърт Лий Стюарт | Космически полети на Робърт Лий Стюарт | Космически полети на Робърт Лий Стюарт | Космически полети на Робърт Лий Стюарт | Космически полети на Робърт Лий Стюарт |
| №                                                              | Дата                                   | КК                                     | Емблема на мисията                     | Функции                                | Продължителност                        |                                        |
| -------------------------------------------------------------- | -------------------------------------- | -------------------------------------- | -------------------------------------- | -------------------------------------- | -------------------------------------- | -------------------------------------- |
| 1                                                              | 3 февруари 1984                        | „Колумбия“, мисия STS-41B              |                                        | Специалист на мисията                  | 7 денонощия 23 часа 15 мин. 55 сек.    |                                        |
| 2                                                              | 3 октомври 1985                        | „Атлантис“, мисия STS-51J              |                                        | Специалист на мисията                  | 4 денонощия 01 час 44 мин. 38 сек.     |                                        |
| Сумарно време в космоса – 12 денонощия 00 часа 50 мин. 33 сек. |                                        |                                        |                                        |                                        |                                        |                                        |

## Награди
- Медал за доблестна служба;
- Медал за отлична служба;
- Легион за заслуги с дъбови листа;
- Летателен кръст за заслуги с три дъбови листа;
- Бронзова звезда;
- Пурпурно сърце с дъбови листа;
- Медал за похвална служба;
- Въздушен медал с шест сребърни и два бронзови дъбови листа;
- Медал за похвала с дъбови листа;
- Медал за национална отбрана;
- Медал на експедиционните сили;
- Медал за бойни действия във Виетнам;
- Медал за участие във Витнамската война;
- Кръст за храброст;
- Медал на НАСА за участие в космически полет (1984 и 1985).